# Leo Zeitlin
Lev Mordukhov Tseitlin, englische Transkription Leo Zeitlin, (russisch Лев Цейтлин, * 25. Novemberjul. / 7. Dezember 1884greg. in Pinsk; † 8. Juli 1930 in New York City) war ein russischer Musiker, Arrangeur und Komponist.

## Leben
Leo Zeitlin besuchte die Musikschule in Odessa und das Konservatorium in St. Petersburg, wo er bei Nikolai Rimski-Korsakow und Alexander Glasunow studierte. Er war Mitglied der Jüdischen Gesellschaft für Ethnische Musik, bevor er 1923 in die Vereinigten Staaten emigrierte. Dort arbeitete er als Musiker (Bratschist und Geiger), als Komponist und Orchesterleiter; außerdem unterrichtete er. In New York wurde er Mitglied der Musikergewerkschaft Local 802 und des Orchesters im Capitol Theatre am Broadway, in dem meist Werke von Wagner, Liszt, Tschaikowsky und Beethoven gespielt wurden. Ab 1925 begann Zeitlin für das Orchester Arrangements zu schreiben, meist leichte klassische und populäre Titel, die im samstäglichen Radioprogramm Major Bowes Capitol Theatre Family übertragen wurden. Zeitlins erstes Arrangement war der Song When Love Sings a Song in Your Heart, das 1925 vom neunköpfigen Capitol Baby Grand Orchestra gespielt wurde. Sein wohl bekanntestes Werk war Eli Zion, eine Paraphrase auf ein Folk-Thema, dass u. a. von Itzhak Perlman aufgeführt wurde. 1928 spielte er im Capitol String Quartet mit David Mendoza, Alexander Savitsky und Bernard Nadelle. 1929 schrieb er zwei Ouvertüren mit Arrangements von populären Songs; gefolgt von fünf weiteren Ouvertüren, darunter Palestina (Rhapsody on Hebrew Themes). Zeitlin, der zuletzt in Queens lebte, starb im Juli 1930.
Zeitlin ist nicht mit dem sowjetischen Geiger Lew Moissejewitsch Zeitlin (1881–1952) zu verwechseln.
Das Werk Zeitlins wird seit den 1990er-Jahren von Paula Eisenstein Baker, Cellistin und Musikpädagogin an der University of St. Thomas, erforscht.

## Werke (Auswahl)
- Eli Zion (Paraphrase on a folk theme and trop of „Song of Songs“), for cello & piano
- Palestina (Rhapsody on Hebrew Themes)
- Five Songs from the Yiddish